# Широла, Божидар
Божида́р Ши́рола (хорв. Božidar Širola; 20 декабря 1889, Жаканье, Австро-Венгрия, ныне Хорватия — 10 апреля 1956, Загреб, Югославия, ныне Хорватия) — хорватский композитор, органист, музыковед и педагог. Академик Хорватской академии наук и искусств.

## Биография
Учился композиции у Ивана Зайца. Был директором и хранителем Этнографического музея. В 1935-1941 годах возглавлял Музыкальную академию в Загребе. В своих произведениях использовал фольклор различных регионов Хорватии.

## Сочинения
- комическая опера «Станац» /  (1915, Загреб)
- комическая опера «Лира и барабан, или Странные сваты» /  (1930, Загреб)
- комическая опера «Чародей» /  (1936, Загреб)
- балет «Тени» / Sjene (1923, Загреб)
- оратория «Кирилл и Мефодий» / Život i spomen slavnih učitelja sv. braće Ćirila i Metoda, apostola slavenskih (1930)
- кантата «Крещение при Савице» / Krst na Savici
- циклы хоров и романсов
- произведения для оркестра
- произведения для инструментов с оркестром
- камерно-инструментальные ансамбли
- хоровые произведения

## Литературные сочинения
- Das istrische Volkslied, Diss. — 1921, Wien.
- История хорватской музыки / Pregled povijesti hrvatske muzike. — 1922.
- История хорватского фольклора / Hrvatska narodna glazba. — 1940, 21942.
- История хорватского народного инструментария / Hrvatska umjetnička glazba: odabrana poglavija iz povijesti hrvatske glazbe. — 1942.
- gem. m. M. Gavazzi, Muzikološki rad Etnografskog muzeja u Zagrebu. — 1931.